# Мишел Ренуф
Микеле Ренауф или Мишел Ренуф е австралийска и британска общественичка и кинематографистка.
Ренуф е известна като отричаща Холокоста и сътрудничка в Лондон на британския писател Дейвид Ървинг, който е осъден ефективно в Австрия, заради отричане на Холокоста.

## Биография
Мишел Ренуф е родена и израсла в Австралия. В младежките си години се снима по телевизията като танцьорка, моделка и актриса. През 1968 г. печели титлата „Мис Нюкасъл“. Учи в Националното училище по изкуства в Сидни, откъдето получава и педагогическа диплома. Чете лекции по изкуствата и медиите в Куинсландския технологичен университет.
През 1991 г. се жени за новозенландския финансист Франсис Ренуф (1918 – 1998) и въпреки развода си с него продължава да носи фамилното име на бившия се съпруг.
От 1999 г. до 2001 г. готви докторска степен по психология на религията в Университета в Лондон. Авторка е на монография „Вагнер и юдаизма: вдъхновен или конспиративен?“ и доклад „Мойсей и Вагнер: две рекламни легенди в племенната мистика“, като от 2000 г. става привърженичка на ревизионизма на Холокоста.
От 2001 г. снима документално кино. Документалните ѝ филми са посветени на израелско-палестинския конфликт. Ренуф вижда в природата на юдаизма антихуманна същност. Според Ренуф еврейската религия поражда чувство за расово превъзходство.
Мишел Ренуф се изказва против въведената инкриминизация на отричането на Холокоста в законодателство на редица европейски държави. Застъпва се за осъдения Дейвид Ървинг, като поддържа отношения и с други отрицатели на Холокоста – Ернст Цюндел и Робер Форисон.
Мишел Ренуф поддържа връзка и с лидера на Международното евразийско движение в Русия – Александър Дугин.
|  | Тази страница частично или изцяло представлява превод на страницата „Ренуф, Мишель“ в Уикипедия на руски. Оригиналният текст, както и този превод, са защитени от Лиценза „Криейтив Комънс – Признание – Споделяне на споделеното“, а за съдържание, създадено преди юни 2009 година – от Лиценза за свободна документация на ГНУ. Прегледайте историята на редакциите на оригиналната страница, както и на преводната страница, за да видите списъка на съавторите. ВАЖНО: Този шаблон се отнася единствено до авторските права върху съдържанието на статията. Добавянето му не отменя изискването да се посочват конкретни източници на твърденията, които да бъдат благонадеждни. |